# Ливан на зимних Олимпийских играх 2006
Ливан принимал участие в Зимних Олимпийских играх 2006 года в Турине (Италия) в четырнадцатый раз за свою историю, но не завоевал ни одной медали. Сборная страны состояла из 3 спортсменов (2 мужчин, 1 женщина), которые приняли участие в соревнованиях по фристайлу и горнолыжному спорту.